# اسپریت آو ساوت کارولینا
اسپریت آو ساوت کارولینا (به انگلیسی: Spirit of South Carolina) یک کشتی است که طول آن ۱۴۰ فوت (۴۳ متر) می‌باشد. این کشتی  در سال ۲۰۰۷ ساخته شد.